# Вера Молнар
Вера Молнар (на френски: Vera Molnar) е френска пионерка на компютърното изкуство от унгарски произход.

## Биография
Родена е през 1924 г. в Будапеща. Следва история на изкуството и естетика в Будапещенската художествена академия. Занимава се с абстрактно и геометрично-конструктивно изобразително изкуство. След стипедия в Рим през 1947 г. се премества в Париж, където живее оттогава насам. През 1960 г. съосновава Groupe de Recherche d’Art Visuel, а през 1967 г. участва в основаването на групата Art et Informatique при Парижкия институт за естетика и изобразително изкуство. От 1968 г. е автор най-вече на компютърно изкуство. От 1974 до 1976 г. развива софтуера MolnArt. От 1985 до 1990 г. е професорка в Сорбоната в Париж. През 2006 г. Молнар съосновава Open Structures Art Society в Будапеща. През 2007 г. е удостоена с Ordre des Arts et des Lettres (френски Орден на изкуствата и литературата), а през 2012 г. – с Орден на почетния легион.
Молнар е автор на много самостоятелни изложби в Европа, САЩ и Япония. През септември 2005 г. получава международната награда за цифрово изкуство [ddaa] d.velop digital art award на Музея на цифровото изкуство в Берлин. Тя е пионерка на цифровото изкуство. От края на 1960-те години използва компютърни програми като медия за създаване на изкуство, целейки създаването на формални системи и генератори на случайни числа, които да са в основата на синтаксиса на формите, линиите и цветовите стойности на графичните и художествените ѝ творби. Серийните ѝ работи се ограничават до малък брой форми и малки цветови палитри, които биват вариирани върху многобройни структури. Молнар анализира вариационните стъпки с цифрови методи и ги определя математически. Интересът ѝ към серийния дизайнерски принцип я води до изследвания на дизайнерските принципи на линията. Особено серийното подреждане на сходни по големина форми – като кръгове и квадрати – и формати, създава линейност, която получава смислово значение. Линейността създава моменти на движение посредством реда на формите и издължаването на формата.

## Самостоятелни изложби
- 1976 transformations, Polytechnic of Central, Лондон
- 1977 Gallerie Ferm, Малмьо
- 1979 Atelier de recherche estetique/Eglise du St.Sepulcre Caen/Fiatal Müveszek Klubja, Будапеща
- 1981 „(un)ordnungen“, Freie Universität Berlin/Credit Agricole Caen/Galleri Ferm, Малмьо
- 1983 Galleri Sankt Olof, Норшьопинг
- 1984 „rechteckaufbau“, Galerie Circulus, Бон/creatic, Cirque Divers, Лютих/ostinato Galerie 30, Париж/Studio X, Неапол
- 1988 „dialogue entre emotion et methode“, Galerie E, Цюрих
- 1989 „rouges“, Städtische Galerie, Женевил/Galerie Emilia Suciu Карлсруе/Фондация Vasarely, Екс ан Прованс/Institut Hongrois, Париж
- 1990 Museum moderner Kunst, Отерндорф/Galerie St.Johann, Заарбрюкен/музей Vasarely, Будапеща/Stiftung für Konkrete Kunst, Ройтлинген
- 1991 „neun quadrate“, Gesellschaft für Kunst und Gestaltung, Бон/„Les gothiques“, Galerie St.Charles de Rose, Париж
- 1992 „Frühe Arbeiten“, Galerie St. Johann, Заарбрюкен
- 1994 März Galerien, Манхайм-Ладенбург/„ordres et (dés) ordres“, Hack-Museum, Лудвигсхафен/„géometries du plaisir — plaisir des géometries“, Gesellschaft für Kunst und Gestaltung, Бон
- 1994 „Géométrie du plaisir“ Gesellschaft für Kunst und Gestaltung, Бон
- 1995 „De l’esprit à l’œuvre“ Musée d’Art et d’Histoire, Шоле
- 1996 „Tango“Musée d’Art et d’Histoire, Шоле
- 1996 „Ligne“Musée Ernst, Будапеща
- 1997 „Salon Liszt: Lettres de ma mère“Institut Hongrois, Париж
- 1997 „Tango“Château, Бушмен
- 1998 „Sensibilité numérique“, Vismara Arte, Милано
- 1999 Espace Gustave-Fayet, Серинян
- 1999 „Extrait de 100'000 milliards de lignes, Le Credax, Иври сюр Сен
- 2000 „Lettres de ma mère, Centre d’Art C.A.M.A.C. Марне
- 2000 Centre d’Art Contemporain, Bouvez-Ladubay, Сомюр
- 2001 „Fragments de méandres“ Institut Culturel de Hongrie, Щутгарт
- 2001 „Peintures, Collages, Dessins“ Musée de Grenoble, Гренобъл
- 2003 „Vera Molnar“ Musée Municipal, Гьор
- 2004 „Greques, après tremblement de terre“ Artothèque, Оксер
- 2004 „Vera Molnar“- Als Quadrat noch ein Quadrat war... Rétrospective pour son 80ème anniversaire, Wilhelm-Hack. Museum, Лудвигсхафен
- 2004 Vera Molnar et Julije Knifer, lignes et méandres, Fondation pour l’art contemporain Claudine et Jean-Marc Salomon, Alex, Франция
- 2005 Vera Molnar et Marta Pan, Thèmes et variations, Musée des Beaux-Arts de Brest, Брест
- 2006 Monotonie, symétrie, surprise, Kunsthalle Bremen, Бремен
- 2006 Parallelen, Vera Molnar & MCB Adde, Galerie La Ligne, Цюрих
- 2006 Rétrospective à la Kunsthalle de Brème, Бремен
- 2007 „Car je n’aime pas la couleur verte“ Musée des Beaux-Arts de Rouen, Руен
- 2008 Digital Art Museum, Берлин
- 2008 Museum Vasarely, mit François Morellet, Будапеща
- 2008 Hommage an Paul Klee, Galerie La Ligne, Цюрих
- 2009 FRAC LORRAINE METZ, Vera Molnar „Perspectives et Variations“, Мец
- 2010 Entre les Lignes, avec MCB Adde, Galerie La Ligne, Цюрих
- 2012 Rétrospective 1942/2012, Musée des beaux-arts, Руен
- 2014 DAM Gallery, Берлин, Solo
- 2014 Museum für Konkrete Kunst, Инголщат
- 2014 Galerie La Ligne, Цюрих
- 2015 Museum Haus Konstruktiv, Цюрих